# 大変なンすからもォ。
『大変なンすからもォ。』（たいへんなンすからもォ。）はさだまさしが「きだまきしとTake It All JAPAN」（きだまきしとテキトー・ジャパン）名義で2012年6月13日に発表したオリジナル・アルバムである。

## 概要
さだのデビュー40周年記念アルバム『もう来る頃…』と同時発売。謎の大型新人「きだまきしとTake It All JAPAN」による架空のラジオ番組という設定で主に昭和時代にヒットした歌謡曲のパロディソングや、パロディCMが収録されている。ジングルやテーマも『オールナイトニッポン』などの深夜ラジオ番組のパロディになっている。
公式上、さだのオリジナル・アルバムにはカウントされていない。

## 収録曲
1. ジングル
2. トーク
3. テーマ「バター・ツイスト・サンド」（演奏：ハンブン・アルバイトとヒマナブラス）〜トーク
BITTERSWEET SAMBAのパロディ。旋律自体は『リパブリック賛歌』[1]
4. 海といつまででも（歌：葉山洋三（加山雄三） & 干雲丹子（岩崎宏美））
『君といつまでも』のパロディ。
5. トーク
6. 北の方から-春かなり遠い〜ホタテのテーマ-（歌：きだまきし）
『北の国から-遥かなる大地より〜螢のテーマ』のパロディ。
7. トーク
8. ジングル
9. CM「ジャマネットHAGATA ひまごちゃん篇」
「ジャパネットたかた」のCMのパロディ。
10. ジングル
11. トーク
12. 北海大怪獣ナマラ（歌：ザ・カシューナッツ & ドンファント島民有志）
『モスラの歌』のパロディ。
13. ジングル
14. CM「ファッションセンターとどろき」
15. ジングル
16. トーク
17. 東新町ブルース（歌：鶴舞まさしと中京サカエチカ）
18. トーク
19. 渚のマドレーヌ（歌：桑形平助（コロッケ）とさざなみオールスターズ）
20. トーク
21. ジングル
22. CM「河合ペット代行社 フード篇」
23. ジングル
24. トーク
25. 社歌(有罪篇)
26. トーク
27. 校歌(鶴瓶篇)
「駿河学は鶴瓶」という歌詞が出てくる（駿河学は鶴瓶の本名）。
28. トーク
このトークの間に笑福亭鶴瓶が「勝手に名前を使うな」と電話で乱入してくる。
29. 春の歌(秘蔵版)
30. トーク
31. レイディオ体操・大事
ラジオ体操のパロディ。
32. トーク
33. ジングル
34. CM「かわしもゴルフ」
35. ジングル
36. 「似てるンすからもォ。」コーナーのジングル
37. トーク
38. 「誰も寝てはならぬ」のような歌（歌：ウチボーノ・チバロッティ）
歌劇「トゥーランドット」のアリアのパロディ。
39. トーク
40. アウト・オブ・バウンズ (喜歌劇「うんざり」より)（歌：市立国立歌劇団）
41. ジングル
42. CM「河合ペット代行社 散歩篇」
43. ジングル
44. トーク
45. 皿屋敷（歌：お菊 & ブラザーズ）
46. トーク
47. 涙のアラフォーShoulder（歌：チョロル）
48. トーク
49. ジングル
50. CM「ジャマネットHAGATA はけたちゃん篇」
51. ジングル
52. トーク
53. 三国一のセクハラ男（歌：八十 祝とキレーヂーカッツ）
クレージー映画の『無責任男シリーズ』のパロディ。
54. トーク
55. 幕下の女の子（歌：チャンジーズ）
『年下の男の子』のパロディ。
56. トーク
57. テーマ「バター・ツイスト・サンド」（演奏：ハンブン・アルバイトとヒマナブラス）〜トーク
58. トーク〜「アマポーラ」

## きだまきしとTake It All JAPAN
- きだまきし（マキシー）（さだまさし）
- タラクー（倉田信雄）
- チムキー（木村誠）

## 主な参加ミュージシャン
- ヴォーカル、アコースティック・ギターほか：きだまきし ≒ さだまさし
- ピアノ、キーボード、ヴォーカルほか：タラクー ≒ 倉田信雄
- パーカッション、ヴォーカルほか：チムキー ≒ 木村誠
- ヴォーカル：桑形平助 ≒ コロッケ（桑田佳祐の物真似　『渚のマドレーヌ』）
- ヴォーカル：葉山洋三 ≒ 加山雄三  干雲丹子 ≒ 岩崎宏美（『海といつまででも』）
- ドラムス：島村英二、豊田勝敏
- マリンバ：宅間久善
- エレキギター：松原正樹、三畑貞二
- エレキギター：ブラザーT見沢 ≒ 高見沢俊彦（『皿屋敷』）
- ベース：平石カツミ
- トランペット：エリック・ミヤシロ
- アルト・サックス：さだまさし（『北海大怪獣ナマラ』）
- テナー・サックス：平原まこと
- ストリングス：篠崎正嗣ストリングス
- Voices : 笑福亭鶴瓶（電話出演）、NHK「今夜も生でさだまさし」岡山のお客様（CM「ジャマネットHAGATA」）ほか